# Дневник једног чаробњака
Дневик једног чаробњака (порт. O diário de um mago) је роман бразилског писца Паула Коеља, објављен 1986. године.
У овом роману срећемо неодољиву причу Коељовог ходочашћа и путовања у Сантјаго де Компостелу. Ова очаравајућа парабола подстиче жељу да свако нађе свој сопствени пут. 
Делом авантуристичка проза, делом водич за откривање самога себе, ова узбудљива књига има драж чаролије и спознајног увида.
О овој књизи, а уједно и свом првом роману, Пауло Коељо каже:
Једино сведочансто о Путу које имам јесте једна Компостелиана, диплома ходочасника која ми је без икакве церемоније уручена у Катедрали. И боље је тако: као што Петрус није могао да зна шта ће учинити са својим мачем, тако ни читаоци не треба да буду сигурни јесам ли или нисам заиста обавио ходочашће. Тако ће бити слободни да трагају за властитим искуством, а не за оним што сам ја доживео (или нисам?).